# Hedda Jungfer
Hedda Jungfer (* 16. Mai 1940 in Berlin) ist eine deutsche Politikerin (SPD).
Jungfer machte 1961 ihr Abitur in Miesbach, besuchte anschließend die Handelsschule und war als kaufmännische Angestellte tätig. Sie studierte Psychologie, Anthropologie und Pädagogik in München und erreichte 1968 das Diplom der Psychologie. Während ihres Studiums engagierte sich Jungfer in der Deutsch-Israelischen Studiengruppe München.  Sie arbeitete als Schulpsychologin in der Unterrichtsforschung.
Jungfer war ab 1964 in der studentischen Selbstverwaltung, als Betriebsrätin und Betriebsratsvorsitzende, im kommunalen Bezirksausschuss, als Schöffin beim Jugendgericht und den Strafkammern ehrenamtlich politisch tätig, ehe sie 1965 Mitglied der SPD wurde. Sie war Mitglied der Gewerkschaft HBV und des Arbeiter-Samariter-Bunds sowie Vertrauensdozentin der Friedrich-Ebert-Stiftung. Von 1978 bis 1994 war sie Mitglied des Bayerischen Landtags, bis Oktober 1992 war sie dort stellvertretende Vorsitzende der SPD-Fraktion. Einmal wurde sie im Stimmkreis München-Nymphenburg direkt gewählt, sonst zog sie über die Liste im Wahlkreis Oberbayern ins Parlament ein.
Am 23. Januar 1998 wurde Hedda Jungfer zur Vorsitzenden der Georg-von-Vollmar-Akademie gewählt. Am 7. Februar 2002 übernahm Ulrike Mascher den Vorsitz und Hedda Jungfer wurde stellvertretende Vorsitzende der Vollmar-Akademie bis 2010 Carmen König-Rothemund den Vorsitz der Akademie übernahm.